# Villacher Alpe
Villacher Alpe är ett berg i Österrike.   Det ligger i distriktet Villach-Land och förbundslandet Kärnten, i den centrala delen av landet, 270 km sydväst om huvudstaden Wien. Toppen på Villacher Alpe är 2 166 meter över havet.
Terrängen runt Villacher Alpe är bergig västerut, men österut är den kuperad. Närmaste större samhälle är Villach, 9,9 km öster om Villacher Alpe. 
I omgivningarna runt Villacher Alpe växer i huvudsak blandskog. Runt Villacher Alpe är det tätbefolkat, med 257 invånare per kvadratkilometer.